# Димитър Георгиев (футболист, р. 1976)
Вижте пояснителната страница за други личности с името Димитър Георгиев.
Димитър Любомиров Георгиев-Шустера е български футболист, офанзивен полузащитник.
Роден е на 1 декември 1976 г. в Перник. Висок е 183 см и тежи 75 кг. Играл е за Миньор (Перник), Септември, Рилски спортист, Спартак (Варна), Черно море и Марек. В А група има 163 мача и 23 гола. Четвъртфиналист за купата на страната през 1999 г. с „Миньор“ (Пк).

## Статистика по сезони
| Сезон    | Отбор             | Първенство | Мачове | Голове |
| -------- | ----------------- | ---------- | ------ | ------ |
| 1996/97  | „Миньор“ (Пк)     | А група    | 7      | 0      |
| 1997/98  |                   |            |        |        |
| 1998/99  | „Миньор“ (Пк)     | А група    | 20     | 4      |
| 1999/00  | „Миньор“ (Пк)     | А група    | 30     | 6      |
| 2000/01  | „Септември“       | Б група    | 19     | 1      |
| 2001/ес. | „Септември“       | В група    | 14     | 3      |
| 2002/ес. | „Рилски спортист“ | А група    | 10     | 1      |
| 2003/пр. | „Спартак“ (Вн)    | А група    | 2      | 0      |
| 2003/04  | „Спартак“ (Вн)    | А група    | 26     | 5      |
| 2004/05  | „Черно море“      | А група    | 21     | 2      |
| 2005/06  | „Марек“           | А група    | 26     | 2      |
| 2006/07  | „Марек“           | А група    |        |        |